# Mihai Mălaimare Junior
Mihai Mălaimare Junior (* 1975 in Bukarest) ist ein rumänischer Kameramann.

## Leben
Mihai Mălaimare Junior ist der Sohn des rumänischen Schauspielers und Politikers Mihai Mălaimare. Im Alter von 15 Jahren begann er sich für Fotografie zu interessieren, sodass er nach seinem Schulabschluss Kamera an der Nationaluniversität der Theater- und Filmkunst „Ion Luca Caragiale“ studierte. Anschließend arbeitete er mehrere Jahre als Kameraassistent und beim Werbefilm, bevor er 2004 mit dem von Ioan Carmazan inszenierten Drama Lotus als Kameramann für einen Langspielfilm debütierte. Sein zweiter Langspielfilm war das von Francis Ford Coppola inszenierte Drama Jugend ohne Jugend, für das bei den Independent Spirit Awards 2008 als bester Kameramann eine Nominierung erhielt.
2018 wurde er in die Academy of Motion Picture Arts and Sciences berufen, die jährlich die Oscars vergibt.

## Filmografie (Auswahl)
- 2004: Lotus
- 2007: Jugend ohne Jugend (Youth Without Youth)
- 2009: Tetro
- 2011: Twixt – Virginias Geheimnis (Twixt)
- 2012: The Master
- 2014: Ruhet in Frieden – A Walk Among the Tombstones (A Walk Among the Tombstones)
- 2017: November Criminals
- 2017: Sleepless – Eine tödliche Nacht (Sleepless)
- 2018: The Hate U Give
- 2019: Jojo Rabbit
- 2021: The Harder They Fall
- 2024: Megalopolis